# Sirianos
Sirianos, Siria-masã ou Tubu são uma etnia indígena que habita o Noroeste do estado brasileiro do Amazonas, mais precisamente na Terra Indígena Alto Rio Negro, na área de Iauaretê, e também no Resguardo Indígena de Vaupés, sudeste da Colômbia, entre os igarapés Paca e Viña, afluentes do rio Papuri. Falam uma língua da família tucano. Há informações referentes a 27 sibs siriano.